# Kevin Parra
Kevin Parra Atehortúa (La Pintada, 22 de febrero de 2003) es un futbolista colombiano que juega en La Equidad de la Categoría Primera A de Colombia.

## Clubes
| Club                    | País     | Año           |
| ----------------------- | -------- | ------------- |
| Atlético Nacional       | Colombia | 2022          |
| Real Santander (cedido) | Colombia | 2023          |
| Patriotas (cedido)      | Colombia | 2023-2024     |
| Atlético Nacional       | Colombia | 2024-2025     |
| La Equidad (cedido)     | Colombia | 2025-presente |

## Palmarés

### Torneos nacionales
| Título              | Club              | País     | Año  |
| ------------------- | ----------------- | -------- | ---- |
| Torneo Apertura     | Atlético Nacional | Colombia | 2022 |
| Copa Colombia       | Atlético Nacional | Colombia | 2024 |
| Torneo Finalización | Atlético Nacional | Colombia | 2024 |